# Manětín
Manětín (en allemand : Manetin) est une ville du district de Plzeň-Nord, dans la région de Plzeň, en République tchèque. Sa population s'élevait à 1 128 habitants en 2022.

## Géographie
Manětín se trouve à 30 km au nord-nord-ouest de Plzeň et à 87 km au sud-ouest de Prague.

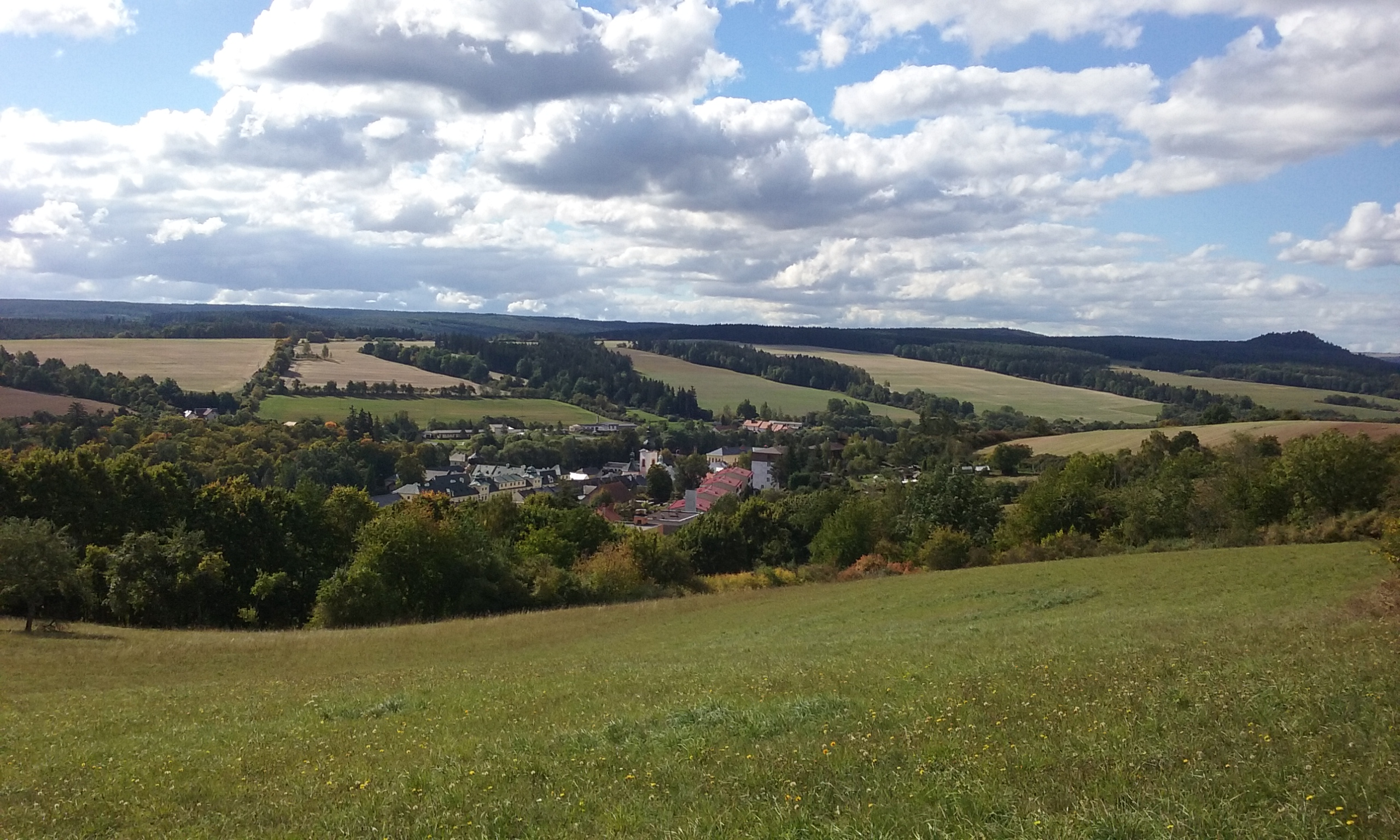
Panorama de Manětín.

La commune est limitée par Štědrá, Pšov et Chyše au nord, par Žihle, Mladotice, Štichovice et Hvozd à l'est, par Líté et Horní Bělá au sud, et par Nečtiny et Bezvěrov à l'ouest.

## Histoire
La première mention écrite de la localité date de 1169.

## Patrimoine
Patrimoine civil

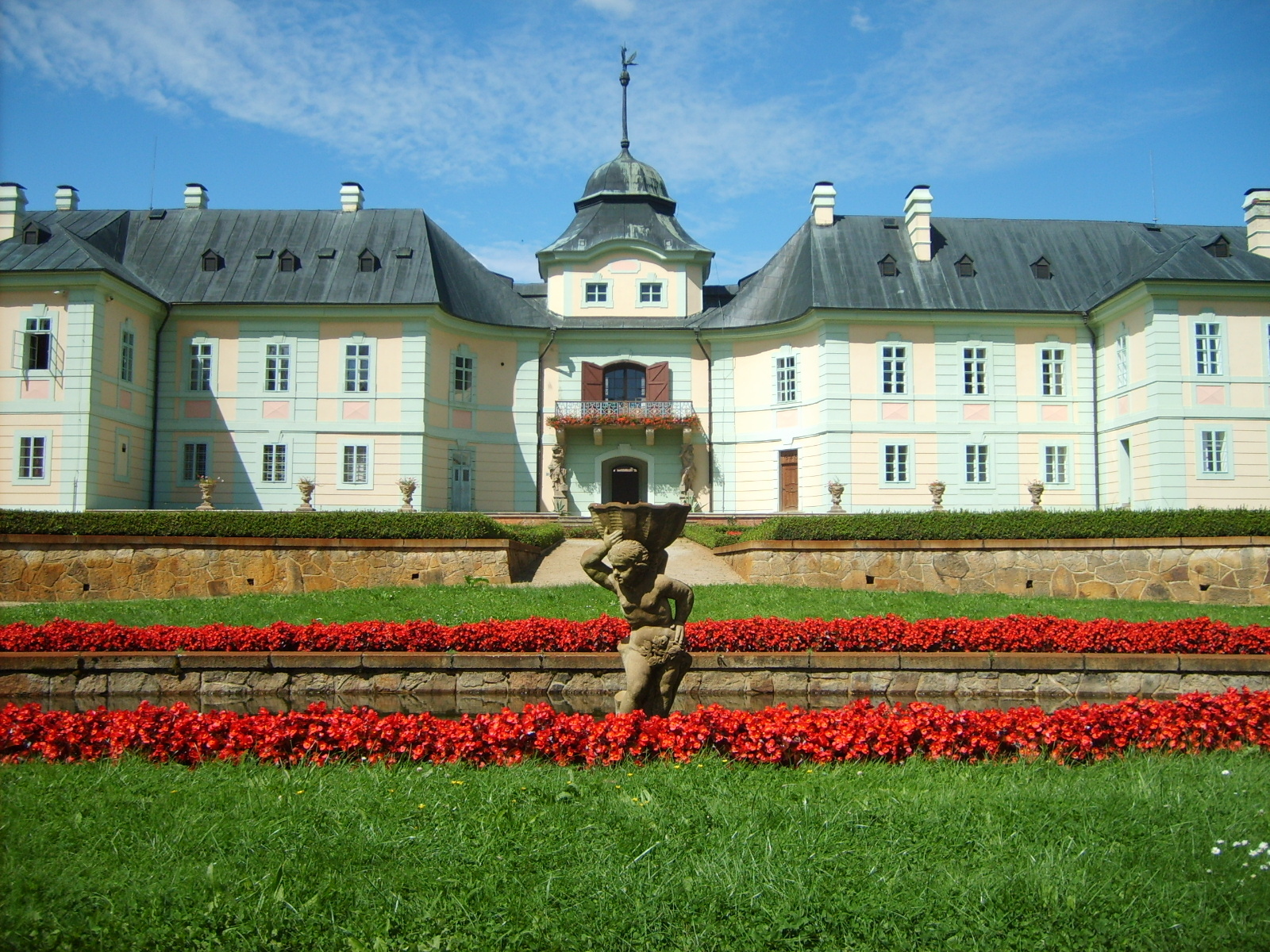
Château de Manětín.
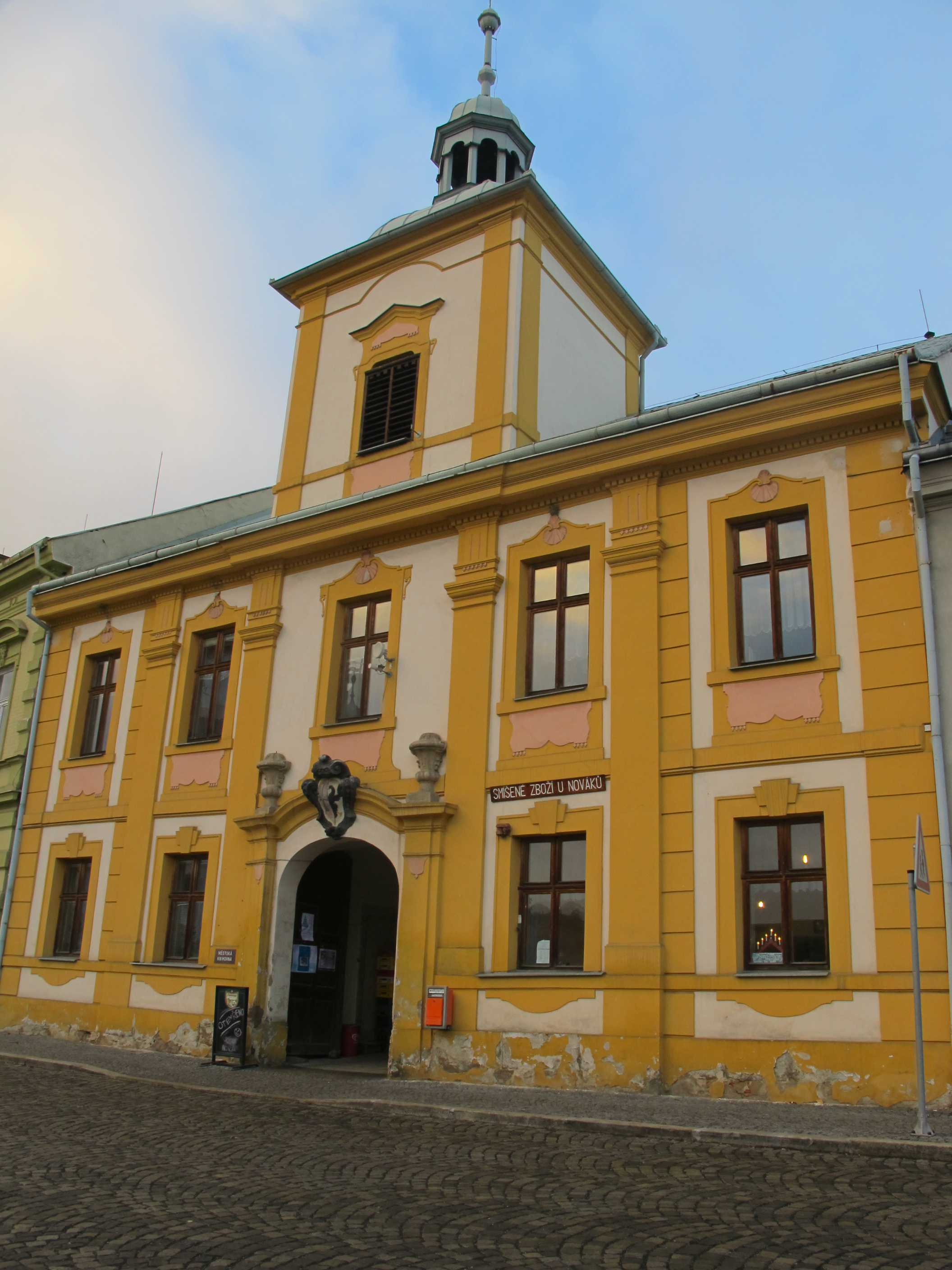
Ancien hôtel de ville.

Patrimoine religieux

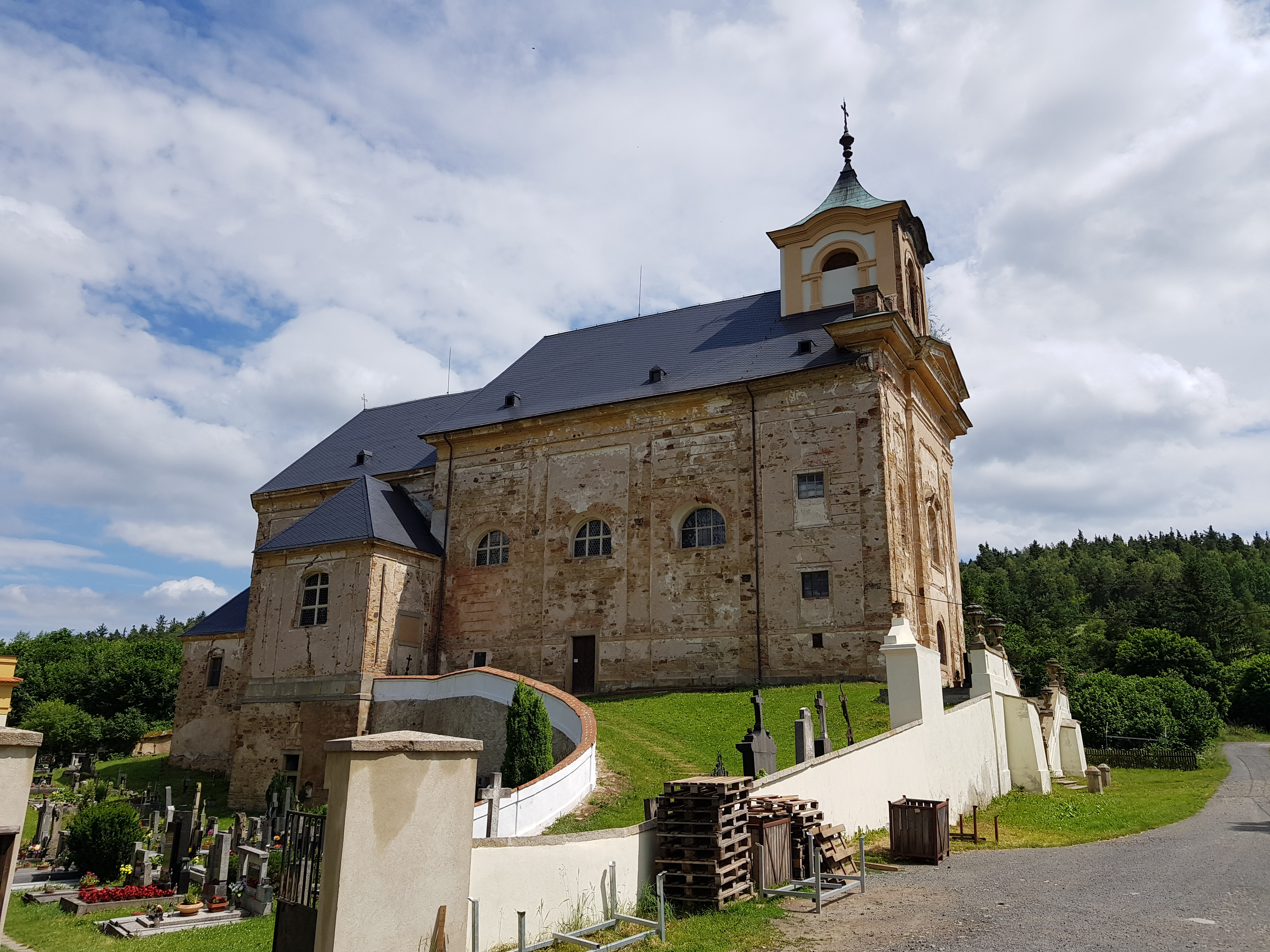
Église Sainte-Barbe.
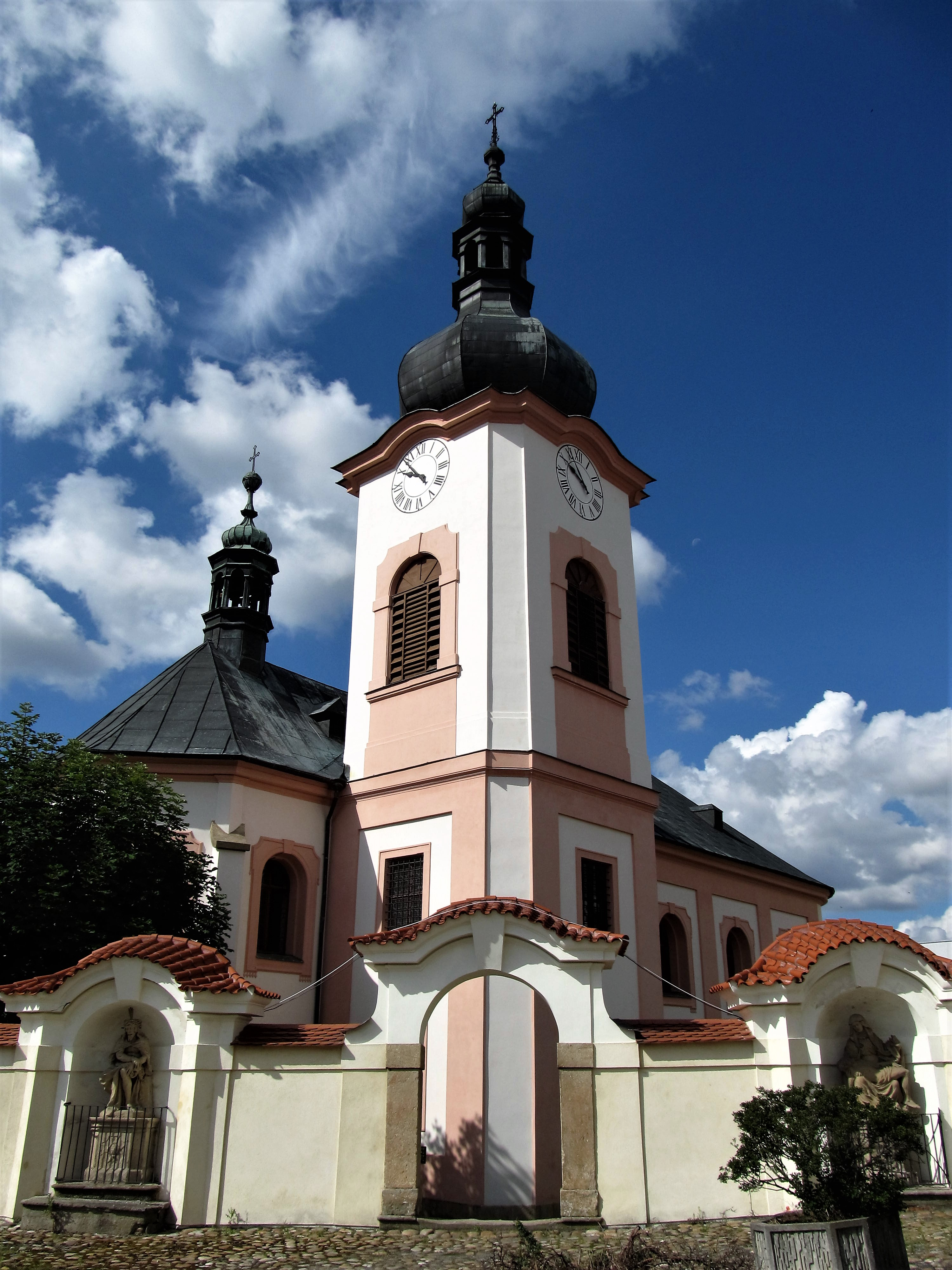
Église Saint-Jean-Baptiste.
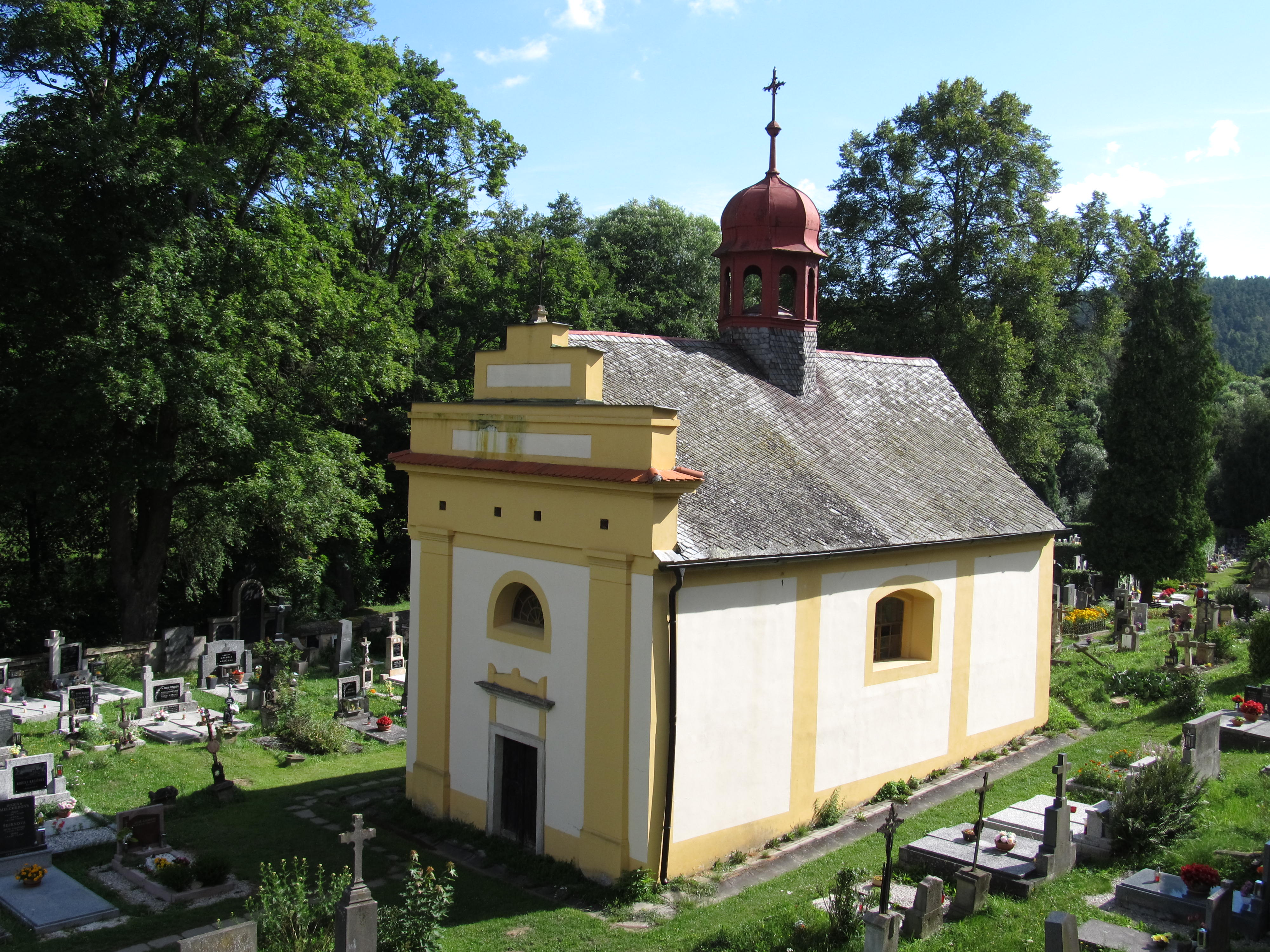
Chapelle Sainte-Barbe.

## Administration
La commune se compose de quinze sections :
- Brdo
- Česká Doubravice
- Hrádek
- Kotaneč
- Lipí
- Luková
- Manětín
- Mezí
- Rabštejn nad Střelou
- Radějov
- Stvolny
- Újezd
- Vladměřice
- Vysočany
- Zhořec

## Transports
Par la route, Manětín se trouve à 24 km de Toužim, à 37 km de Plzeň et à 110 km de Prague. 